# Isabel Pinochet
Isabel Le Brun de Pinochet, més coneguda com a Isabel Pinochet, (San Felipe, Xile, 1845 –25 de juny, 1930) fou una educadora xilena, líder de la reforma escolar a Xile, on l'educació secundària per a dones era limitada i només estava disponible a través de l'església. Pinochet va obrir una escola secundària privada a Santiago de Xile (1875) que va ajudar a obrir el camí a un sistema educatiu, finançat per l'Estat, per dones i homes.